# روجر قاولد
روجر قاولد (بالإنجليزية: Roger Gould)‏ هو طبيب نفسي أمريكي، ولد في 1935.